# Adam von Janta Polczynski
Adam von Janta Polczynski (* 7. November 1839 in Dombrowke; † 1901) war Rittergutsbesitzer und Mitglied des Deutschen Reichstags.

## Leben
Janta Polczynski besuchte die Schulen in Konitz und wurde Landwirt auf seinen Gütern in Wittstock, Komorze, Dombrowke, Woriwoda, Niedermühl und Brepiero. Sein Wohnsitz war in Wittstock bei Frankenhagen.
Von 1874 bis 1877 war er Mitglied des Deutschen Reichstags für den Wahlkreis Regierungsbezirk Marienwerder 6 (Konitz, Tuchel) und die Polnische Fraktion.